# Sola Aoi
Sola Aoi (jap. 蒼井 そら Aoi Sora; ur. 26 kwietnia 1981 w prefekturze Kanagawa) – japońska aktorka, piosenkarka i była idolka AV grająca w filmach dla dorosłych. Aoi jest dobrze znaną postacią nie tylko w swoim kraju, ale także w Chinach pod pseudonimem Cāng Jǐng Kōng (蒼井空), jej mikroblog w serwisie Weibo śledzi ponad 19,5 miliona osób.

## Życiorys

### Przed debiutem
Aoi od dziecka chciała zostać przedszkolanką, więc po ukończeniu szkoły średniej uczęszczała na szkolenie dla nauczycieli przedszkolnych, aby uzyskać certyfikację w tym kierunku. Jednak z powodu debiutu w filmie dla dorosłych nigdy nią nie została. Jako studentka pracowała w branży gastronomicznej.
W trzeciej klasie liceum Aoi została zauważona w Shibuyi przez agencję talentów zajmującą się modelingiem gravure. Zapytana o pochodzenie swojego pseudonimu, odpowiedziała: „Moja agencja zapytała mnie, jaki jest mój ulubiony kolor. Odpowiedziałam, że niebieski (aoi po japońsku). Zapytali mnie także, co ogólnie lubię. Odpowiedziałam niebo (sora po japońsku). Więc zdecydowaliśmy się na Aoi Sola (niebieskie niebo)”. (Czasami w języku japońskim „r” jest wymawiane i zapisywane jako „l”).

### Debiut gravure i AV
14 czerwca 2002 roku zadebiutowała jako modelka gravure w magazynie Bejean, a w lipcu tego samego roku w filmie dla dorosłych „Happy Go Lucky!” wytwórni Alice JAPAN.

### Wzrost popularności
Po debiucie w branży AV Aoi coraz częściej zaczęła pojawiać się także w mediach głównego nurtu. W maju 2003 roku wystąpiła w filmie „Gun Crazy 4: Requiem for a Bodyguard” (用心棒の鎮魂歌), a od lipca do grudnia 2003 roku w dramie „Tokumei Kakarichō Tadano Hitoshi” (特命係長 只野仁).
W lutowym wydaniu Bejean z 2004 roku została uznana za zwyciężczynię nagrody głównej w podsumowaniu sprzedaży filmów dla dorosłych w 2003 roku. Za główną rolę w różowym filmie „Tsumugi” (つむぎ), który trafił do kin w lipcu 2004 roku, Aoi otrzymała nagrodę dla najlepszej nowej aktorki podczas ceremonii Pink Grand Prix 2004. W listopadzie 2004 roku przeniosła się do S1, gdzie zadebiutowała w filmie „セル初 蒼井そら ギリギリモザイク”, który był bezprecedensowym hitem w branży filmów dla dorosłych, sprzedając się w sumie w 100 000 egzemplarzy.

### Popularność w kraju i za granicą oraz kontrowersje
Popularność Aoi umożliwiła jej przejście do głównego nurtu rozrywki, w tym filmu, telewizji i radia. Na początku 2005 roku zagrała licealistkę w filmie „Nama natsu” (なま夏) w reżyserii Keisuke Yoshidy. Film ten zdobył główną nagrodę w swojej kategorii na Międzynarodowym Festiwalu Filmów Fantastycznych Yubari w 2006 roku. W październiku 2005 roku zagrała jedną z głównych ról w pierwszym sezonie dramy „Jōō” (嬢王), opartej na mandze o tej samej nazwie, z inną idolką AV, Akiho Yoshizawą. W tym czasie Aoi stała się jedną z najpopularniejszych idolek AV w Japonii. W 2005 roku była drugą najczęściej wyszukiwaną kobietą i pierwszą najczęściej wyszukiwaną aktorką AV w japońskim Internecie.
Do 2006 roku Aoi regularnie występowała w telewizji, często pojawiając się w programach rozrywkowych, a w 2006 roku zagrała w dramie „Shimokita GLORY DAYS” (下北GLORY DAYS), u boku innych aktorek S1 Yumy Asami i Honoki oraz piosenkarki i aktorki Ayi Sugimoto. Od pewnego czasu krążyły także plotki o tym, że Aoi próbuje zaistnieć w branży muzycznej w kwietniu 2006 roku, zostały one ostatecznie uciszone wraz z potwierdzeniem jej pierwszego singla zatytułowanego „裸のKiss” (Hadaka no Kiss), który ukazał się 31 maja 2006 roku. Została również obsadzona w dramie TV Asahi „Kaikan shokunin” (快感職人), która była emitowana od lipca do września 2006 roku. Od połowy 2006 roku jej występy w filmach dla dorosłych stały się nieregularne, jednak nie odeszła z S1

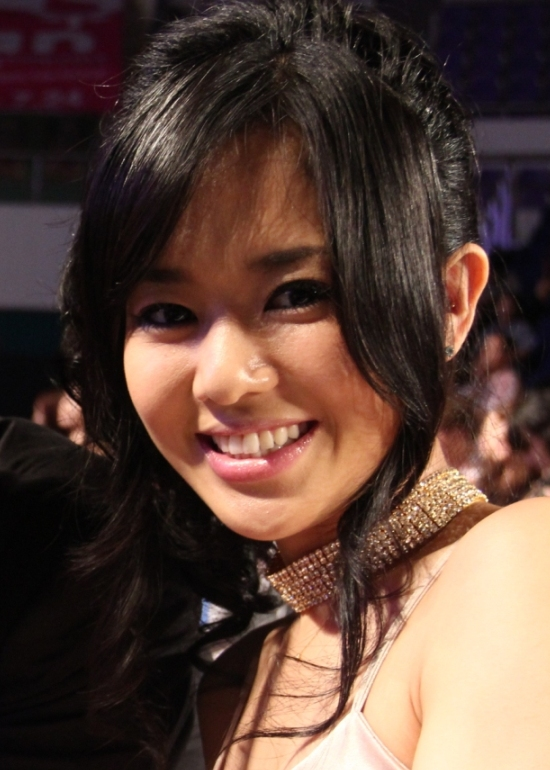
Zdjęcie wykonane w 2011 roku podczas Puchon International Fantastic Film Festival

W 2007 roku film „ハイパーギリギリモザイク 特殊浴場 TSUBAKI 貸切入浴料1億円” z jej udziałem zajął pierwsze miejsce na ceremonii wręczenia nagród dla japońskiego przemysłu filmów dla dorosłych AV Open 2007, a pod koniec roku wystąpiła gościnnie w popularnej detektywistycznej dramie „Galileo” (ガリレオ).
W 2008 roku dołączyła do pierwszej generacji grupy Ebisu Muscats i została jej liderką. Wystąpiła także w tajskim filmie „Hormones”, wydanym w marcu, w którym zagrała japońską turystkę, która zachęca jednego z bohaterów do zdrady. Reżyser filmu, Songyos Sugmakanan, został skrytykowany za wykorzystanie gwiazdy filmów dla dorosłych w filmie skierowanym do nastoletniej widowni, więc Aoi nie została uwzględniona w materiałach promocyjnych filmu. Mimo to Sugmakanan bronił jej, mówiąc, że jest ona „marzeniem każdego tajskiego mężczyzny” i opisując ją jako „bardzo profesjonalną”. Film „Hormones” zdobył Nagrodę Specjalną Jury na 4. Asian Marine Festival odbywającym się w Japonii.
3 kwietnia 2009 roku kilka chińskich mediów poinformowało, że „japońskie aktorki AV Sola Aoi i Kaede Matsushima miały wystąpić w nocnym klubie w mieście Kanton w prowincji Guangdong w Chinach, ale wydarzenie zostało odwołane z powodu sprzeciwu mieszkańców”, obie aktorki jednak zaprzeczyły tym doniesieniom. Kolejnym azjatyckim państwem, w którym Aoi była aktywna była Korea Południowa, gdzie wystąpiła w koreańskiej dramie „Korean Classroom” (한국어학당), która została wyemitowana w tvN w maju 2009 roku. W tym samym roku pojawiła się również jako gość specjalny w sequelu dramy „Jōō Virgin” (嬢王Virgin). Na konferencji prasowej poświęconej prezentacji dramy „Korean Classroom”, Aoi stwierdziła, że była zaskoczona swoją popularnością w Korei Południowej i że była świadoma, że jej zawód gwiazdy porno jest szeroko dyskutowany. Zaznaczyła jednak, że nie byłaby tak popularna, gdyby nie była aktorką filmów dla dorosłych i powiedziała, że nie zamierza tuszować swojej przeszłości.
27 marca 2010 roku zaczęła korzystać z Twittera, a niedługo później konto na nim stało się jej oficjalnym. W kwietniu tego samego roku identyfikatory Twittera wyciekły do cenzurowanego chińskiego Internetu, podlegającego złotej tarczy i zostały udostępnione wielu chińskojęzycznym użytkownikom Internetu. Pod koniec kwietnia 2010 roku jej konto na Twitterze zostało odkryte przez chińskich internautów, a fani AV zaczęli rozpowszechniać oprogramowanie pozwalające im ominąć cenzurę Twittera. Po trzęsieniu ziemi w Qinghai w Chinach w 2010 roku, Aoi ogłosiła, że zorganizuje zbiórkę pieniędzy dla ofiar trzęsienia. Fundusze zostały zebrane poprzez sprzedaż jej filmów i zdjęć. Inicjatywa ta przyciągnęła wielu użytkowników i spotkała się z różnymi opiniami. Niektórzy uważają to za honorowe działanie, podczas gdy inni postrzegają to jako manewr mający na celu zwiększenie zysków ze sprzedaży materiałów pornograficznych Aoi.
Następnie w maju 2010 roku pojawiła się jako striptizerka zabijająca zombie w komedii grozy „Big Tits Zombie” będącą adaptacją kultowej mangi „Kyonyū Dragon” (巨乳ドラゴン). W listopadzie otworzyła mikroblog na Weibo, najpopularniejszym chińskim serwisie mikroblogowym, publikując posty w języku japońskim, angielskim i chińskim. W ciągu pierwszych sześciu godzin po otwarciu konta przyciągnęła 130 000 obserwujących, których liczba wzrosła do ponad 13 milionów we wrześniu 2012 roku. Jeszcze w tym samym roku zagrała w hongkońskim thrillerze erotycznym „Zemsta – opowieść o miłości”, który trafił do kin w grudniu 2010 roku.
20 stycznia 2011 roku został wydany do dystrybucji muzycznej chińskojęzyczny debiutancki singel Aoi „Maoyi” (毛衣). W kwietniu 2011 roku Aoi zagrała główną rolę w indonezyjskim horrorze „Suster Keramas 2”. Jej podróż do Indonezji i udział w filmie były utrzymywane w tajemnicy, ponieważ poprzednie filmy z udziałem japońskich idolek AV zostały oprotestowane przez konserwatywne grupy muzułmańskie w Indonezji, jednak nie przeszkodziło im to w odniesieniu dużego sukcesu. Aoi udzielając wywiadu powiedziała, że „chce rozwinąć swoją karierę w głównym nurcie” i dodała, że „naprawdę nie może się doczekać interakcji z obcokrajowcami”.
Jej ostatnim filmem dla dorosłych był „メガ盛り顔射祭” wydany 7 lipca 2011 roku. W kolejnych latach S1 wydało również kilka kompilacji zbiorczych, w tym trzypłytową, 12-godzinną kompilację zatytułowaną „全97本番エスワン12時間 蒼井そらコンプリートBEST”. 3 listopada Aoi wystąpiła na inauguracji Międzynarodowej Federacji K-1 (FIKA) w Pekinie wraz z chińskimi celebrytami, w tym piosenkarką Song Zuying, aktorką Cariną Lau i postacią kultury Yang Lan. Jednak wizerunki piosenkarki Song Zuying i aktorki AV Soly Aoi są tak różne, że ich wspólne zdjęcie wywołało burzę w sieci. Chińscy organizatorzy przeprosili następnie na Weibo za zaistniały incydent.
Z kolei ballada muzyczna pod tytułem „Rukawa Kaede & Sola Aoi” (流川枫与苍井空) z wizerunkiem Aoi i postaci Kaede Rukawy z Slam Dunk wydana przez chiński zespół rockowy Black Head (黑撒) została uznana za najpiękniejszą piosenkę 2011 roku.

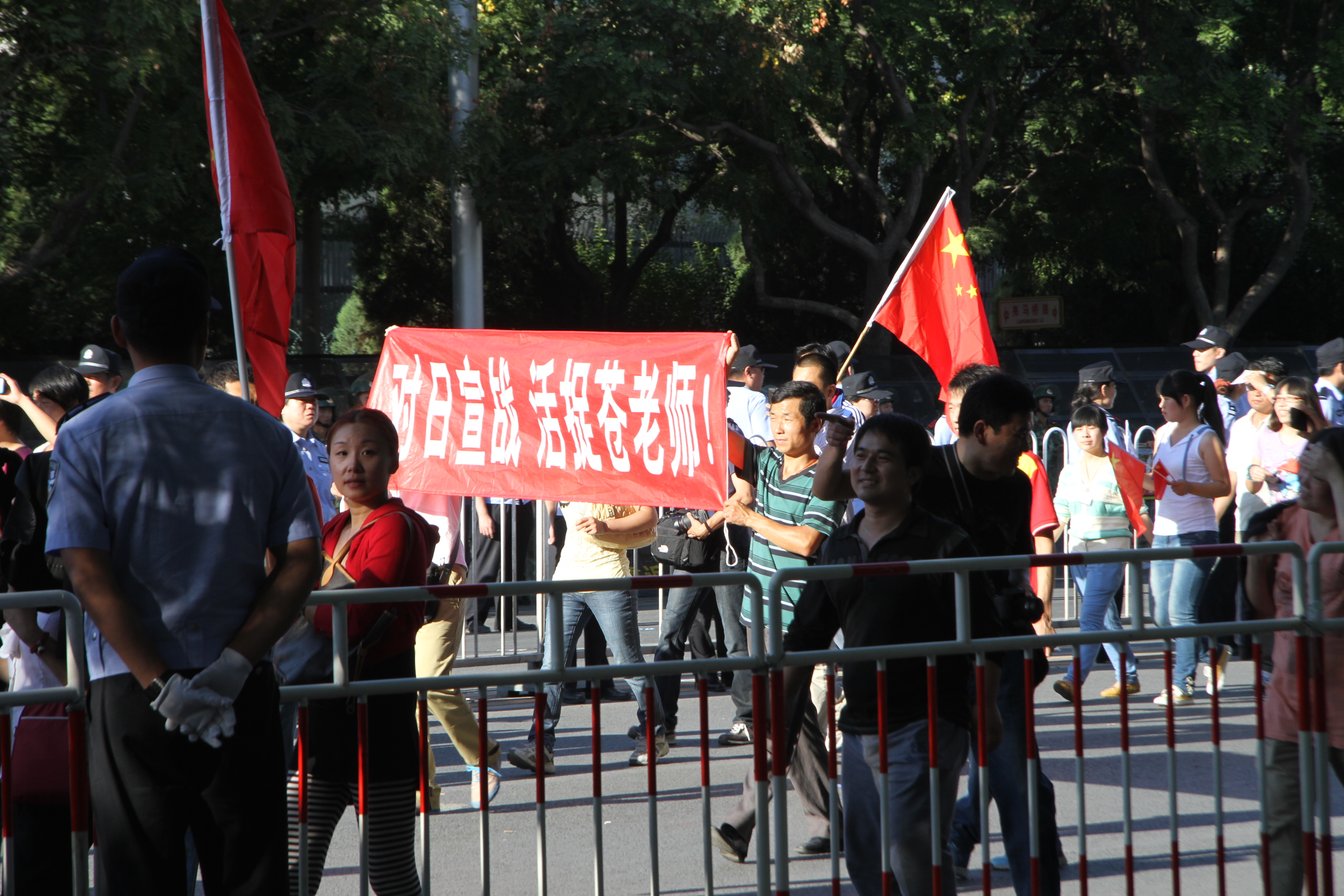
Zdjęcie wykonane podczas antyjapońskich demonstracji w Chinach z transparentem „Wypowiedz wojnę Japonii, pojmij żywcem nauczycielkę Aoi!” (对日宣战 活捉苍老师!)

Popularność Aoi w Chinach kontynentalnych doprowadziła również do tego, że chiński organ regulacyjny ds. filmu i telewizji zakazał Aoi udziału w programach telewizji kontynentalnej, ogłaszając w kwietniu 2012 roku nowe ograniczenia dotyczące „wulgarnych” treści. 5 maja poinformowano, że Aoi zadebiutuje w Korei jako piosenkarka i aktorka i pojawi się w nadchodzącym koreańskim filmie „Vacance”. 14 czerwca 2012 roku Aoi świętowała swoje 10-lecie, a 22 czerwca następnego miesiąca odbyło się oficjalne wydarzenie z tej okazji.
Wysoka pozycja Aoi w Chinach doprowadziła ją również we wrześniu 2012 roku do kpin i obelg kierowanych pod jej adresem, gdy wezwała do pokojowego rozwiązania sporu o wyspy Senkaku między Chinami a Japonią. Podczas antyjapońskich demonstracji w Chinach fraza „Wyspy Diaoyu należą do Chin, ale Sola Aoi należy do świata” (钓鱼岛是中国的，苍井空是世界的) stała się popularna w chińskim Internecie. Podczas tych demonstracji innym słynnym sloganem był „Wypowiedz wojnę Japonii, pojmij żywcem nauczycielkę Aoi!” (对日宣战 活捉苍老师!). Główny japoński dystrybutor filmów dla dorosłych DMM.com przeprowadził ankietę wśród swoich klientów pod koniec 2012 roku, aby wybrać 100 najlepszych aktorek AV wszech czasów z okazji 30-lecia filmów dla dorosłych w Japonii. Aoi zajęła 53 miejsce w głosowaniu.

### Malejąca aktywność, potwierdzenie emerytury w branży AV

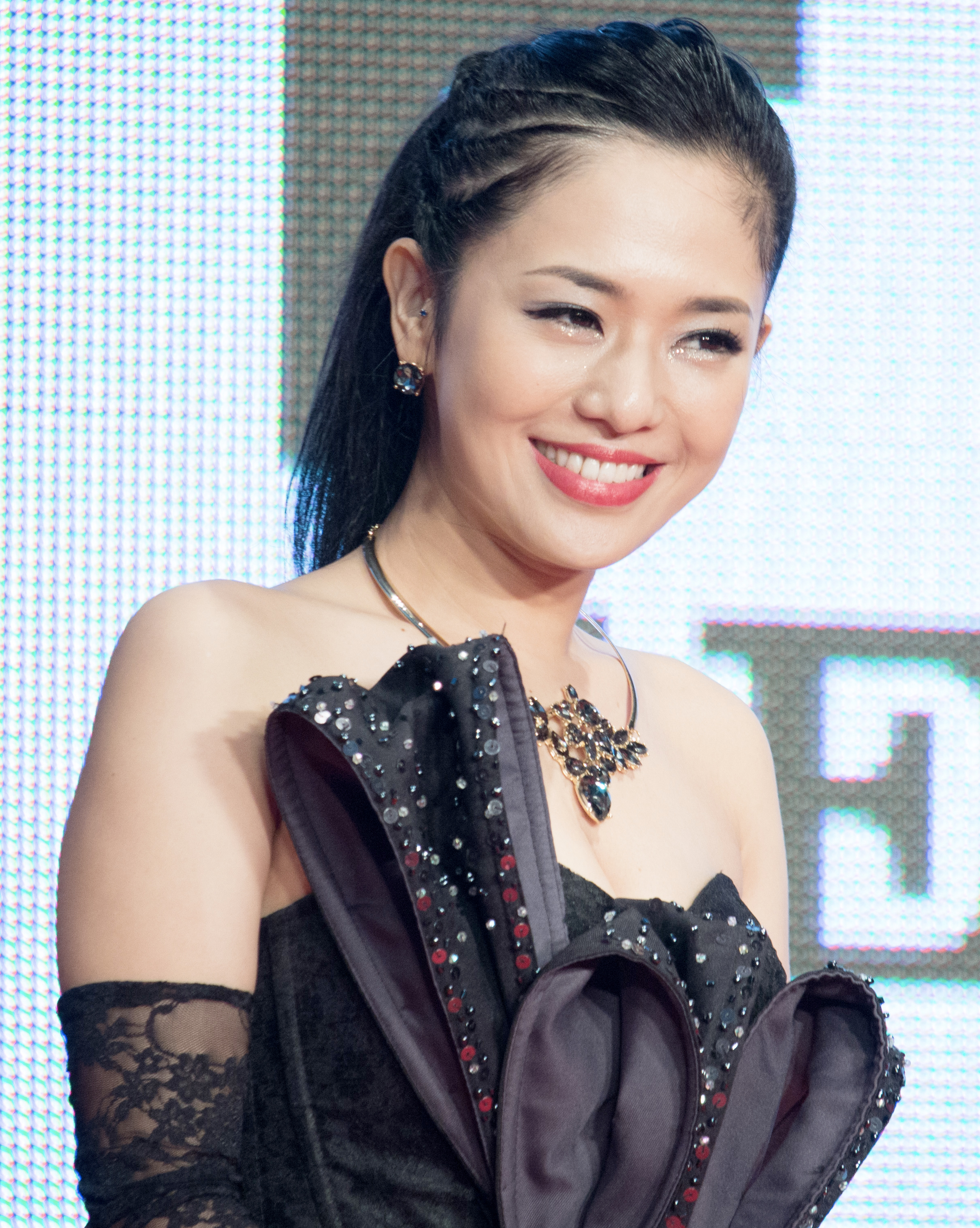
Aoi Sola podczas otwarcia Międzynarodowego Festiwalu Filmowego w Tokio

Począwszy od 2013 roku, aktywność Aoi stale słabła. 7 kwietnia 2013 zakończyła swoją przygodę z Ebisu Muscats po rozwiązaniu grupy. W maju 2013 roku wybuchło zamieszanie, gdy poinformowano, że chińska kaligrafia napisana przez Aoi miesiąc wcześniej w celu promowania parku rozrywki w Ningbo w Chinach została wystawiona na aukcji i sprzedana za 600 000 juanów (ok. 340 tys. zł). Rządowe gazety nazwały kaligrafię „dziecinną”, jej fani poparli ją, a wielu uznało aukcję za zwykły chwyt marketingowy parku rozrywki.
W 2014 roku wystąpiła w tajskiej komedii romantycznej „I Fine..Thank You..Love You”. A do grudnia 2014 roku zgromadziła ponad 15 milionów obserwujących na platformie Weibo.
22 października 2015 roku Aoi była głównym gościem Międzynarodowego Festiwalu Filmowego w Tokio odbywającego się w Roppongi Hills.
W 2017 roku wystąpiła gościnnie jako chińska wróżka w 6. odcinku dramy „Shinjuku Seven” (新宿セブン). Wystąpiła także epizodycznie w chińskim filmie „Wine War” (搶紅). 18 stycznia 2017 roku Sola Aoi odpowiedziała na pytanie internauty na Twitterze, oficjalnie ogłaszając, że przeszła na emeryturę jako aktorka filmów dla dorosłych, dodając, że nie wydała i nie wyda żadnych filmów emerytalnych.

### Ślub, główna rola w dramie, ciąża, prawdziwy wiek i miejsce urodzenia
1 stycznia 2018 roku Aoi ogłosiła, że poślubiła muzyka DJ Non'a. W Nowy Rok opublikowała na portalach społecznościowych swoje zdjęcie w obrączce ślubnej, a w ciągu 48 godzin post na chińskim Weibo otrzymał ponad 170 000 komentarzy i ponad 830 000 polubień. Niedługo potem Aoi zagrała główną rolę Sakiko w 12-odcinkowej dramie „Fugitive Flower” (逃亡花), która była emitowana w TV Tokyo od 15 kwietnia do 8 lipca 2018 roku. Komentarz udzielonym przez Aoi do roli Sakiko brzmiał:

„Po raz pierwszy gram główną rolę w dramie. To także mój pierwszy regularny występ w dramie od dłuższego czasu, więc jestem zdenerwowana, ale chcę zagrać Sakiko na swój własny sposób, nie tracąc przy tym obrazu oryginalnej historii.”

„Po raz pierwszy wcielam się w rolę uciekinierki. Nie mogę się doczekać, aby zobaczyć, jak wyrażę myśli i uczucia Sakiko podczas ucieczki i jak odniosę się do ludzi, których tam spotkam.”

Wystąpiła także w 5. odcinku dramy „Woman of Rumor” (噂の女) i 8. odcinku „Gokudo Meshi” (極道めし). 11 grudnia tego samego roku ogłosiła, że jest w ciąży.
11 stycznia 2019 roku ujawniła, że jest w ciąży z bliźniakami. 1 maja poinformowała o narodzinach dzieci, w programie „蒼井そら出産当日アジア同時生中継〜Welcome to the world, Sola's baby〜” stacji Abema TV.
Choć podczas debiutu stwierdziła, że urodziła się w 1983 roku, ale jej książka sugeruje, że jej rzeczywisty wiek jest inny. Wkrótce potem, na blogu Aoi, zaktualizowanym 26 czerwca 2020 roku, ogłosiła, że jej „wiek na profilu” i jej „prawdziwy wiek” są różne. Ujawniła również, że urodziła się w prefekturze Kanagawa (chociaż z jej profilu wynika, że pochodzi z Tokio) i ma 39 lat (w momencie publikacji bloga), choć nie ujawniła swojej faktycznej daty urodzenia. Stwierdziła, że kiedy debiutowała jako aktorka AV, zmieniła swój „wiek na profilu”, aby zapobiec ujawnieniu jej tożsamości.
W czerwcu 2021 roku ogłosiła na swoim kanale YouTube, że urodziła się 26 kwietnia 1981 roku. Na dowód tego ujawniła również swoje prawo jazdy z ukrytym nazwiskiem i ogłosiła, że ma na imię Junko. Jeśli chodzi o rok urodzenia, powiedziała, że trudno jej było zadebiutować w filmach dla dorosłych w wieku 20 lat, więc zmieniła datę urodzenia, aby jej prawdziwa tożsamość nie została ujawniona. Ogłosiła to, w wieku 40 lat, ale jej data urodzenia na profilu 11 listopada 1983 roku pozostała niezmienna. Powyższa historia została omówiona w audycji radiowej TBS „木曜JUNK おぎやはぎのメガネびいき” 13 maja 2022 roku. Od tego czasu duet prowadzących Hiroaki Ogi i Ken Yahagi nazywa ją „Junko”.
W 2022 roku Sola Aoi została mianowana globalnym ambasadorem marki WE88 na lata 2022/23, aby promować ją i zwiększyć jej obecność w Azji. W maju pojawiła się w teledysku Ebisu Muscats 1.5. „No Victory Without Dream”. A w grudniu współpracowała z malezyjskim raperem, piosenkarzem, autorem tekstów, reżyserem filmowym i aktorem Namewee, odgrywając główną rolę w teledysku „Someone Else's Wife” (別人的老婆).

## Filmografia

### Dramy
| Rok  | Tytuł                                                            | Rola                               | Stacja telewizyjna | Uwagi       |
| ---- | ---------------------------------------------------------------- | ---------------------------------- | ------------------ | ----------- |
| 2003 | Tokumei Kakarichō Tadano Hitoshi (特命係長 只野仁)               | Licealistka                        | TV Asahi           | Odc. 1      |
| 2004 | Mystery Minzoku Gakusha Yakumo Itsuki (ミステリー民俗学者八雲樹) | Anna Nikaido                       | TV Asahi           | Odc. 3, 4   |
| 2005 | Jōō (嬢王)                                                       | Arisa Nikaido                      | TV Tokyo           |             |
| 2006 | Shimokita GLORY DAYS (下北GLORY DAYS)                            | Nozomi Ichimonji                   | TV Tokyo           |             |
| 2006 | Kaikan Shokunin (快感職人)                                       | Tamami                             | TV Asahi           |             |
| 2007 | Galileo (ガリレオ)                                               | Reiko Shinozaki (Ofiara/studentka) | Fuji TV            | Odc. 4      |
| 2009 | Jōō Virgin (嬢王 Virgin)                                         | Arisa Nikaido                      | TV Tokyo           | Odc. 5, 7   |
| 2010 | Jōō 3 (嬢王3 〜Special Edition〜)                                | Arisa Nikaido                      | TV Tokyo           |             |
| 2013 | Dokushin Kizoku (独身貴族)                                       |                                    | Fuji TV            | Odc. 1      |
| 2017 | Shinjuku Seven (新宿セブン)                                      | Miai                               | TV Tokyo           | Odc. 7      |
| 2018 | Woman of Rumor (噂の女)                                          |                                    | TV Tokyo           | Odc. 5      |
| 2018 | Gokudo Meshi (極道めし)                                          |                                    | TV Tokyo           | Odc. 8      |
| 2018 | Fugitive Flower (逃亡花)                                         | Sakiko Kozonoi                     | TV Tokyo           | Główna rola |

### Filmy
| Rok  | Tytuł                                                                                   | Rola                             | Uwagi       |
| ---- | --------------------------------------------------------------------------------------- | -------------------------------- | ----------- |
| 2003 | Gun Crazy 4: Requiem for a Bodyguard (用心棒の鎮魂歌)                                   | Maria                            |             |
| 2004 | Tsumugi (つむぎ)                                                                        | Miyamae Tsumugi                  |             |
| 2004 | Tomoshibi (ともしび)                                                                    |                                  |             |
| 2004 | Enjo-kôsai bokumetsu undô: jigoku-hen (援助交際撲滅運動)                                | Aoi                              | Główna rola |
| 2004 | Sexy Teacher (揺れる電車の中で ハメられた家庭教師)                                      | Mei                              | Główna rola |
| 2005 | Nama natsu (なま夏)                                                                     | Anko                             | Główna rola |
| 2006 | Żywot Matsuko (嫌われ松子の一生)                                                        |                                  |             |
| 2006 | Kisarazu Cat's Eye: World Series (木更津キャッツアイ ワールドシリーズ)                  |                                  |             |
| 2007 | Kikareta onna no mirareta yoru (聴かれた女)                                             | Satsuki                          | Główna rola |
| 2008 | Irokoishi 2: Roaming in Hokkaido (艶恋師 北海道 放浪編)                                 | Ayumi                            |             |
| 2008 | Namida Tsubo (泪壺)                                                                     | Dziewczyna                       |             |
| 2008 | Hormones (ปิดเทอมใหญ่ หัวใจว้าวุ่น)                                                           | Aoi                              | Główna rola |
| 2008 | Aozora (蒼空)                                                                           | Shiori                           | Główna rola |
| 2008 | Jakby nie było jutra (俺たちに明日はないッス)                                           |                                  |             |
| 2009 | Kokuhaku - Nurse no Zangyo (告白 ナースの残業)                                          | Yukiko Shikishima                | Główna rola |
| 2009 | Toruso (トルソ)                                                                         |                                  |             |
| 2010 | S to M Gekijoban (SとM 劇場版)                                                          | Sakiko                           | Główna rola |
| 2010 | S to M Gekijoban 2 (SとM 劇場版 2)                                                      | Sakiko                           | Główna rola |
| 2010 | Big Tits Zombie (巨乳ドラゴン 温泉ゾンビVSストリッパー5)                                | Lena Jodo                        | Główna rola |
| 2010 | Zemsta – opowieść o miłości (復仇者之死)                                                | Wing                             | Główna rola |
| 2011 | Gyokai Love Story - Dakara TV wa Omoshiroi (業界LOVESTORY ～だからテレビはおもしろい～) |                                  | Główna rola |
| 2011 | Keibetsu (軽蔑                                                                          | Była dziewczyna Kazu             |             |
| 2011 | Suster Keramas 2                                                                        | Sachiko                          | Główna rola |
| 2012 | Seven Something (รัก 7 ปี ดี 7 หน)                                                         | Kobieta w japońskiej restauracji |             |
| 2014 | I Fine..Thank You..Love You (ไอฟาย..แต๊งกิ้ว..เลิฟยู้)                                        | Kaya                             |             |
| 2014 | 3D Naked Ambition (3D豪情)                                                              |                                  |             |
| 2018 | Bond of Justice: Kizuna                                                                 | Butterfly                        |             |
| 2019 | The Mediums: Lens (由菱開始)                                                            | Dyrektorka wytwórni płytowej     |             |

### Filmy dla dorosłych
| #    | Data            | Tytuł                                                                    | Kod wideo | Producent             | Uwagi | Przy.           |
| 2002 |                 |                                                                          |           |                       | |                 |
| 1    | 30 lipca        | Happy Go Lucky！                                                         | KA-2080   | Alice JAPAN           | Debiut AV | [ 90 ]          |
| 2    | 23 sierpnia     | あおぞら Aoi Sola Let’s Go Blue In The Sky！                             | XS-2268   | Samansa               | | [ 91 ]          |
| 3    | 24 września     | Virgin Sky                                                               | XS-2271   | Samansa               | | [ 92 ]          |
| 4    | 29 października | cosmic girl                                                              | KA-2094   | Alice JAPAN           | | [ 93 ]          |
| 5    | 29 listopada    | facial                                                                   | XS-2278   | Samansa               | | [ 94 ]          |
| 6    | 27 grudnia      | 50/50                                                                    | KA-2101   | Alice JAPAN           | | [ 95 ]          |
| 2003 |                 |                                                                          |           |                       | |                 |
| 7    | 31 stycznia     | SOLA-GRAPH                                                               | XS-2283   | Samansa               | | [ 96 ]          |
| 8    | 28 lutego       | ネッチョリ癒されたい                                                     | KA-2109   | Alice JAPAN           | | [ 97 ]          |
| 9    | 25 marca        | 不法侵乳 14                                                              | XS-2286   | Samansa               | | [ 98 ]          |
| 10   | 25 kwietnia     | 色情果実 したがりアイドルの湿恥帯                                        | KA-2115   | Alice JAPAN           | | [ 99 ]          |
| 11   | 30 maja         | 妹の秘密                                                                 | XS-2292   | Samansa               | | [ 100 ]         |
| 12   | 20 czerwca      | 女尻                                                                     | KA-2122   | Alice JAPAN           | | [ 101 ]         |
| 13   | 25 lipca        | スプラッシュ びしょ濡れマーメイド                                        | XS-2298   | Samansa               | | [ 102 ]         |
| 14   | 22 sierpnia     | 逆ソープ天国                                                             | NDV-0040  | BABYLON               | | [ 103 ]         |
| 15   | 30 września     | ようこそMax Cafeへ！                                                     | XS-2303   | Samansa               | | [ 104 ]         |
| 16   | 24 października | 制服人形 コスプレドール                                                  | DV-286    | Alice JAPAN           | | [ 105 ]         |
| 17   | 24 października | 蒼井そら 秘蔵痴態集                                                      | KA-2139   | Alice JAPAN           | Kompilacja | [ 106 ]         |
| 18   | 28 listopada    | 口内感染                                                                 | SRXV-070  | Samansa               | | [ 107 ]         |
| 19   | 26 grudnia      | 猥褻モデル                                                               | KA-2151   | Alice JAPAN           | | [ 108 ]         |
| 2004 |                 |                                                                          |           |                       | |                 |
| 20   | 30 stycznia     | 監禁ボディドール 猥褻迷宮                                                | XS-2320   | Samansa               | | [ 109 ]         |
| 21   | 20 lutego       | 裏・スイカップ                                                           | DV-327    | Alice JAPAN           | | [ 110 ]         |
| 22   | 30 marca        | Self Produce                                                             | SRXV-100  | Samansa               | | [ 111 ]         |
| 23   | 30 kwietnia     | 隣りの女子大生 悪魔の肉調教                                              | KA-2170   | Alice JAPAN           | | [ 112 ]         |
| 24   | 28 maja         | TABOO                                                                    | XS-2338   | Samansa               | | [ 113 ]         |
| 25   | 25 czerwca      | 挑発エロティック                                                         | KA-2181   | Alice JAPAN           | | [ 114 ]         |
| 26   | 30 lipca        | Lollipop                                                                 | XS-2349   | Samansa               | | [ 115 ]         |
| 27   | 20 sierpnia     | 風俗で蒼井そらとしたいっ！                                               | KR-9211   | Babylon               | | [ 116 ]         |
| 28   | 28 września     | 魔女の棲み家 IV                                                          | XS-2358   | Samansa               | | [ 117 ]         |
| 29   | 22 października | フェティッシュそら                                                       | KA-2189   | Alice JAPAN           | | [ 118 ]         |
| 30   | 11 listopada    | セル初 ギリギリモザイク                                                  | ONED-003  | S1                    | Debiut w S1 | [ 119 ]         |
| 31   | 30 listopada    | BEST OF SKY                                                              | XS-2369   | Samansa               | Kompilacja | [ 120 ]         |
| 32   | 11 grudnia      | 女教師×女子校生 淫乱痴女の女教師とカワイイ癒しの女子校生                 | ONED-014  | S1                    | | [ 121 ]         |
| 2005 |                 |                                                                          |           |                       | |                 |
| 33   | 11 stycznia     | 淫語 エロい女の淫語あそび                                                | ONED-025  | S1                    | | [ 122 ]         |
| 34   | 11 lutego       | ギリモザ 僕だけの蒼井そら                                                | ONED-036  | S1                    | | [ 123 ]         |
| 35   | 11 marca        | ギリモザ 接吻スペシャル                                                  | ONED-047  | S1                    | | [ 124 ]         |
| 36   | 11 kwietnia     | ギリギリモザイク そらはアナタのいいなり玩具                              | ONED-065  | S1                    | | [ 125 ]         |
| 37   | 19 maja         | ギリギリモザイク そらのネットリ濃厚セックス                              | ONED-104  | S1                    | | [ 126 ]         |
| 38   | 19 czerwca      | ギリギリモザイク おっぱいスペシャル                                      | ONED-136  | S1                    | | [ 127 ]         |
| 39   | 19 lipca        | ギリギリモザイク そらがいっぱい癒してあげる                              | ONED-168  | S1                    | | [ 128 ]         |
| 40   | 19 sierpnia     | ギリギリモザイク はげましセックス                                        | ONED-201  | S1                    | | [ 129 ]         |
| 41   | 19 września     | ギリギリモザイク そらのセックスじっくり見せてあげよっか♥                 | ONED-238  | S1                    | | [ 130 ]         |
| 42   | 19 października | ギリギリモザイク コスプレでい〜っぱいHしよっ！                           | ONED-269  | S1                    | | [ 131 ]         |
| 43   | 19 listopada    | ギリギリモザイク エッチな隣人♥                                           | ONED-293  | S1                    | | [ 132 ]         |
| 44   | 19 grudnia      | ギリギリモザイク 妄想的特殊浴場 本指名                                   | ONED-314  | S1                    | | [ 133 ]         |
| 2006 |                 |                                                                          |           |                       | |                 |
| 45   | 19 stycznia     | ギリギリモザイク そらとの共同生活は24時間セックスざんまい！              | ONED-335  | S1                    | | [ 134 ]         |
| 46   | 19 lutego       | ギリギリモザイク 新米ナースそらのパコパコ看護                            | ONED-356  | S1                    | | [ 135 ]         |
| 47   | 19 kwietnia     | ギリギリモザイク 激パイズリ 2                                            | ONED-404  | S1                    | | [ 136 ]         |
| 48   | 19 maja         | ギリギリモザイク そらは隣の若奥様                                        | ONED-433  | S1                    | | [ 137 ]         |
| 49   | 13 czerwca      | 増刊DVD 蒼井そら                                                         | CON-005   | Konsento (コンセント) | | [ 138 ]         |
| 50   | 19 lipca        | 蒼井そら×ギリギリモザイク 蒼井そらCOLLECTION 1                           | ONSD-024  | S1                    | Kompilacja | [ 139 ]         |
| 51   | 19 września     | ギリギリモザイク バコバコ乱交15                                          | ONED-539  | S1                    | | [ 140 ]         |
| 52   | 19 listopada    | ハイパー×ギリギリモザイク ハイパーギリギリモザイク                       | ONED-602  | S1                    | | [ 141 ]         |
| 2007 |                 |                                                                          |           |                       | |                 |
| 53   | 7 lutego        | S1二周年記念！完全撮り下ろしスペシャルまとめてドーンッ！！               | ONSD-063  | S1                    | Materiał bonusowy, w którym występują Rin Aoki, Karin, Sola Aoi, Yuma Asami, Honoka, Yua Aida i Maria Ozawa                                           | [ 142 ] [ 143 ] |
| 54   | 19 lutego       | S1ドリームコレクション2周年記念スペシャルVer. スーパーS級アイドル8時間！ | ONSD-066  | S1                    | Kompilacja | [ 144 ] [ 145 ] |
| 55   | 19 kwietnia     | ギリギリモザイク おっきいチンポでバコバコ！                              | ONED-730  | S1                    | | [ 146 ]         |
| 56   | 3 maja          | ハイパーギリギリモザイク 特殊浴場TSUBAKI 貸切入浴料1億円                 | OPEN-0705 | S1                    | Obsada: Sola Aoi, Yuma Asami, Honoka, Akiho Yoshizawa, Chinatsu Izawa, Asami Ogawa, Mako Katase, Karin, Sho Nishino, Haruka Megumi, Miyū China, MO☆MO | [ 147 ] [ 148 ] |
| 57   | 7 października  | ハイパーギリギリモザイク8時間                                            | ONSD-123  | S1                    | Kompilacja | [ 149 ]         |
| 58   | 19 listopada    | 完全限定生産×最新型Mビジョン ギリギリモザイクMV改                        | ONED-881  | S1                    | | [ 150 ]         |
| 59   | 7 grudnia       | ハイパー×ギリギリモザイク 特殊浴場TSUBAKI8時間                           | ONED-891  | S1                    | Obsada: Sola Aoi, Yuma Asami, Honoka, Akiho Yoshizawa, Chinatsu Izawa, Asami Ogawa, Mako Katase, Karin, Sho Nishino, Haruka Megumi, Miyū China, MO☆MO | [ 151 ]         |
| 2008 |                 |                                                                          |           |                       | |                 |
| 60   | 19 lutego       | ギリギリモザイク 繰り返す昇天、壮絶アクメ                                | ONED-927  | S1                    | | [ 152 ]         |
| 61   | 19 marca        | ギリギリモザイク 僕だけのアイドル                                        | ONED-944  | S1                    | | [ 153 ]         |
| 62   | 19 lipca        | ギリモザ 犯された蒼井そら                                                | SOE-019   | S1                    | | [ 154 ]         |
| 63   | 7 września      | ハイパー×ギリモザ ものすごい顔射                                         | SOE-046   | S1                    | | [ 155 ]         |
| 64   | 7 listopada     | ギリモザ 無限絶頂！激イカセFUCK                                          | SOE-088   | S1                    | | [ 156 ]         |
| 2009 |                 |                                                                          |           |                       | |                 |
| 65   | 7 stycznia      | ギリモザ 20コスチュームでパコパコ！                                      | SOE-132   | S1                    | | [ 157 ]         |
| 66   | 19 marca        | ギリモザ 交わる体液、濃密セックス                                        | SOE-183   | S1                    | | [ 158 ]         |
| 67   | 27 marca        | デビュー作復刻 Happy Go Lucky！                                          | DV-1030   | Alice JAPAN           | | [ 159 ] [ 160 ] |
| 68   | 19 maja         | ピンクのカーテン                                                         | RKI-015   | Rookie                | | [ 161 ]         |
| 69   | 7 czerwca       | ギリモザ 淫らな巨乳女教師                                                | SOE-224   | S1                    | | [ 162 ] [ 163 ] |
| 70   | 7 sierpnia      | ギリモザ 必殺！一撃顔射！                                                | SOE-257   | S1                    | | [ 164 ]         |
| 71   | 7 października  | ギリモザ 近親相姦                                                        | SOE-285   | S1                    | | [ 165 ]         |
| 72   | 27 listopada    | 黄金伝説 蒼井そらの原点                                                  | PXV-080   | MAX-A                 | Kompilacja | [ 166 ]         |
| 73   | 7 grudnia       | ギリモザ LOTION HELL                                                     | SOE-316   | S1                    | | [ 167 ] [ 168 ] |
| 2010 |                 |                                                                          |           |                       | |                 |
| 74   | 19 stycznia     | 夫の目の前で犯された若妻                                                 | SOE-339   | S1                    | | [ 169 ]         |
| 75   | 19 marca        | Sola様のM調教                                                            | SOE-370   | S1                    | | [ 170 ]         |
| 76   | 7 maja          | 最後の一滴までシャブらせて                                               | SOE-395   | S1                    | | [ 171 ]         |
| 77   | 7 lipca         | 轟沈アクメ 脳髄から狂わせて                                              | SOE-422   | S1                    | | [ 172 ]         |
| 78   | 7 sierpnia      | S1 GIRLS COLLECTION 蒼井そら エスワン8時間Special                        | ONSD-441  | S1                    | Kompilacja | [ 173 ]         |
| 79   | 7 września      | 犯された人妻女教師                                                       | SOE-454   | S1                    | | [ 174 ]         |
| 80   | 7 listopada     | 極美映像 ハリウッド基準で魅せる超高画質セックス                          | SOE-490   | S1                    | | [ 175 ]         |
| 2011 |                 |                                                                          |           |                       | |                 |
| 81   | 7 stycznia      | 完全服従どM秘書                                                          | SOE-523   | S1                    | | [ 176 ]         |
| 82   | 7 marca         | 公然妄想露出 アエギ声出しちゃダメ！！                                    | SOE-556   | S1                    | | [ 177 ]         |
| 83   | 7 maja          | 秘密捜査官の女 被虐の巨乳エージェント                                    | SOE-586   | S1                    | | [ 178 ]         |
| 84   | 7 lipca         | メガ盛り顔射祭                                                           | SOE-616   | S1                    | | [ 179 ]         |
| 85   | 19 sierpnia     | 蒼井そら エスワン12時間 Special 蒼井そら                                 | ONSD-539  | S1                    | Kompilacja | [ 180 ]         |
| 2012 |                 |                                                                          |           |                       | |                 |
| 86   | 7 marca         | 犯された蒼井そら 4時間まるごとレイプSPECIAL                              | ONSD-588  | S1                    | Kompilacja | [ 181 ]         |
| 87   | 7 listopada     | 蒼井そら 高画質エスワン8時間Special                                      | ONSD-654  | S1                    | Kompilacja | [ 182 ]         |
| 2014 |                 |                                                                          |           |                       | |                 |
| 88   | 19 lutego       | 蒼井そら 全97本番 エスワン12時間コンプリートBEST                         | ONSD-783  | S1                    | Kompilacja | [ 50 ] [ 183 ]  |

### Inne
| #    | Data            | Tytuł                | Kod wideo | Producent            | Uwagi       | Przy.   |
| 2002 |                 |                      |           |                      |             |         |
| 1    | 25 lipca        | あおいそら           | BEV60-25  | Eichi Publishing     | Obraz wideo | [ 184 ] |
| 2003 |                 |                      |           |                      |             |         |
| 2    | 25 czerwca      | 裸体                 | SFBV-001  | Believe (シャッフル) | Obraz wideo | [ 185 ] |
| 3    | 10 października | ラブXらぶ            | BHD18-43  | Bauhaus              | Obraz wideo | [ 186 ] |
| 2004 |                 |                      |           |                      |             |         |
| 4    | 25 lutego       | 裸体 #2              | SFLB-009  | Believe (シャッフル) | Obraz wideo | [ 187 ] |
| 5    | 25 lipca        | 不思議の国の蒼井そら | BHD17-78  | Bauhaus              | Obraz wideo | [ 188 ] |
| 2005 |                 |                      |           |                      |             |         |
| 6    | 11 czerwca      | キレイナセックス     | CON-001   | コンセント           | Obraz wideo | [ 189 ] |

## Dyskografia

### Singel
| # | Data wydania | Tytuł                                | Wydawnictwo | Uwagi                       | Przy.   |
| - | ------------ | ------------------------------------ | ----------- | --------------------------- | ------- |
| 1 | 31 maja 2006 | 裸のKiss/天使の誘惑 (Hadaka no Kiss) | BBMC        | Numer katalogowy: BBMC-3004 | [ 190 ] |

### Cyfrowy singel (w języku chińskim)
| # | Data wydania         | Tytuł       | Uwagi                                             | Przy.           |
| - | -------------------- | ----------- | ------------------------------------------------- | --------------- |
| 1 | 20 stycznia 2011     | 毛衣(Maoyi) | Ograniczona dystrybucja wyłącznie na terenie Chin | [ 45 ]          |
| 2 | 2 sierpnia 2012      | Let me go   | Do piosenki „Let me go” ukazał się teledysk       | [ 191 ] [ 192 ] |
| 3 | 18 października 2013 | Girls UP    |                                                   | [ 193 ]         |
| 4 | 11 listopada 2013    | 我最宅      | Do utworu „我最宅” powstał teledysk               | [ 194 ] [ 195 ] |
| 5 | 23 stycznia 2014     | 谢谢你      |                                                   | [ 196 ]         |
| 6 | 24 kwietnia 2015     | 藍色天空    | Do piosenki „藍色天空” powstał teledysk           | [ 197 ] [ 198 ] |